# Pyramiden
Pyramiden (russisk Пирамида) var en sovjetisk, senere russisk, bosættelse på Svalbard. Den blev grundlagt af Sverige i 1910, og solgt til Sovjetunionen i 1927.
Den ligger for foden af Billefjorden på øen Spitsbergen, og er navngivet efter et pyramideformet bjerg ved byen. Bosættelsen der ofte havde over 1000 indbyggere, blev lukket 10. januar 1998 af det statsejede russiske mineselskab Arktikugol, og er nu en spøgelsesby.
Pyramiden er placeret 50 km nord for Longyearbyen, hovedbyen på Svalbard. En andet russisk samfund, Barentsburg ligger 100 km sydøst for Pyramiden, og forskningsbyen Ny-Ålesund 100 km mod vest.
Pyramiden har været en sovjetisk mønsterby med svømmehal, kulturhus og gartneridrift. De fleste bygninger står som da de blev forladt. Byen kan besøges frit af alle, men man kan ikke uden tilladelse gå ind i bygningerne. I kulturhuset blev der afholdt fodboldkampe, konkurrencer og teaterforestillinger. I musiklokalet står instrumenterne tilbage.
Der arrangeres bådture til Pyramiden og Nordenskiöldbreen fra Longyearbyen. Nordenskiöldbreen ligger inderst i Billefjorden og er 25 km lang og 11 km bred.

## Piramida
Det danske band Efterklang udgav i 2012 albummet Piramida, hvor samtlige lydeffekter er optaget i byen Pyramiden.
Bandet rejste i følgeskab med dokumentarist Andreas Koefoed til Pyramiden for optagelse af lyde. De mødte en af de tidligere beboere af byen og i samarbejde skabte de filmen The Ghost of Piramida hvor i man også ser private filmoptagelser af livet i Pyramida, da det var beboet.